# Hegedűs Zsigmond
Hegedűs Zsigmond (Jászkisér, 1822 – Jákóhalma, 1891. szeptember 1.) királyi törvényszéki elnök.

## Életútja
Apja előkelő birtokos volt. Tanulmányait a kisújszállási gimnázium négy alsó osztályában, Eperjesen, Pozsonyban és Pesten végezte, ahol 19 éves korában ügyvédi oklevelet nyert. Ekkor beutazta Németországot, hogy az ottani egyetemeken a jogfejlődéseket és az életben a törvénykezést megfigyelje. Hosszú utazásából visszatérve, 1847-ben a Jászkun-kerületek aljegyzője lett; 1848-ban e kerületek főjegyzője volt; rendkívüli tevékenységet fejtett ki a honvédelem javára. 1850-ben Jankovich György, a jászkunok főkapitánya kinevezte a kerületek alkapitányává; 1854-től 1860-ig nagykun kapitány volt. 1861 végén újra a kerületek alkapitánya lett és 1867-ig keresztülvitte a tagosításukat és újrarendezte a községek adminisztrációját, kivált a Jászságban. 1867-től 1872-ig nem viselt hivatalt. 1872-ben jászberényi királyi törvényszéki elnök lett; ezen állást 1885-ig, a törvényszék feloszlatásáig viselte, amikor ő felsége által a vaskorona-renddel kitüntetve nyugalomba vonult.
Vezércikkeket írt a pesti lapokba 1867-72-ben. 1872-ben alapította a Jászkun Figyelőt, melyet közleményeivel közérdekűvé tett.